# Metal Church
Metal Church är ett amerikanskt thrash metalband som bildades i San Francisco, Kalifornien 1980. Bandet flyttade senare till Aberdeen, Washington. Till en början kallade sig bandet Shrapnel.

## Medlemmar
Nuvarande medlemmar
- Kurdt Vanderhoof – gitarr, keyboard (1980–1986, 1998–2009, 2012–)
- Marc Lopes – sång (2023–)
- Steve Unger – basgitarr (2004–2009, 2012–)
- Stet Howland – trummor (2017–)
- Rick Van Zandt – gitarr (2008–2009, 2012–)

Tidigare medlemmar
- William McKay – sång (1980)
- Ed Bull – sång (1980)
- Rick Condrin – gitarr (1980; död 2014)
- Steve Hott – basgitarr (1980)
- Rick Wagner – trummor (1980)
- Aaron Pimpel – trummor (1980)
- Carl Sacco – trummor (1980)
- Duke Erickson – basgitarr (1981–1994, 1998–1999, 2000–2001)
- Craig Wells – gitarr (1981–1994, 1998)
- Mike Murphy – sång (1981)
- Tom Weber – trummor (1981)
- Kirk Arrington – trummor (1981–1994, 1998–1999, 2000—2006)
- David Wayne – sång (1981–1988, 1998–2001; död 2005)
- Mark Baker – gitarr (1986)
- John Marshall – gitarr (1986–1994, 1998–2001)
- Brian Lake – basgitarr (1999)
- Jeff Wade – trummor (1999)
- Ronny Munroe – sång (2004–2009, 2012–2014)
- Jay Reynolds – gitarr (2004–2008, 2012)
- Mike Howe – sång (1988–1994, 2015–2021; död 2021)
- Jeff Plate – trummor (2006–2009, 2012–2017)

Turnerande medlemmar
- Jason Hinrichs – gitarr (1994–?)
- Brian Lake – basgitarr (1999–2000)
- Jeff Wade – trummor (1999–2000)
- Ira Black – gitarr (2005)

## Diskografi
Studioalbum
- Metal Church (1984)
- The Dark (1986)
- Blessing in Disguise (1989)
- The Human Factor (1991)
- Hanging in the Balance (1993)
- Masterpeace (1999)
- The Weight of the World (2004)
- A Light in the Dark (2006)
- This Present Wasteland (2008)
- Generation Nothing (2013)
- XI (2016)
- Damned If You Do (2018)
- Congregation of Annihilation (2023)

Livealbum
- Live in Japan (1998)
- Live (1998)

Singlar
- "Gods of Wrath" (1985)
- "Date with Poverty" (1991)
- "In Harm's Way" (1991)
- "In Mourning" (1991)
- "The Human Factor" (1991)

Demo
- Red Skies (1981)
- Hitman (1982)
- Four Hymns (1982)